# Where Them Girls At
Where Them Girls At? é uma canção do DJ francês e produtor musical David Guetta do álbum Nothing but the Beat. A canção tem a colaboração da rapper e compositora Nicki Minaj e do cantor americano Flo Rida. A gravação serviu como o primeiro single oficial do álbum sendo lançada em 2 de maio de 2011 em formato digital em CD Single junto com a remistura oficial da música. Na Alemanha, a canção foi lançada somente em 27 de maio do mesmo ano. Bem recebida pelos críticos especializados, a música recebeu várias revisões positivas de grandes críticos.

## Produção
David Guetta trabalhou com Flo Rida em 2010 na faixa "Club Can't Handle Me" do álbum do rapper, Only One Flo (Part 1). Depois da colaboração, Guetta confirmou que trabalharia com Flo Rida para o álbum Nothing But the Beat, quinto álbum do DJ francês. Minaj também foi convidada para integrar o trio de composição da canção e apesar de querer trabalhar com o DJ em um dueto, aceitou trabalhar em Where Them Girls At. Uma versão a cappella da gravação vazou antes da estreia oficial do single e recebeu uma remistura feita por hackers. O vazamento levou a gravadora a lançar o single antes do planejado e sem promoção, mesmo assim, as estreias em tabelas musicais foram em altas posições. Em uma entrevista a MTV News, Guetta disse que estava decidindo qual faixa lançaria como o primeiro single do álbum: "Little Girl Bad" com Ludacris e Taio Cruz ou "Where them Girls At" com Nicki e Flo Rida. Ainda sobre o vazamento ilegal do single, Guetta abriu um processo para apurar o caso, mas nada foi achado.

## Resposta da critica
Lewis Corner do Digital Spy elogiou o uso de sintetizadores na canção e notou que a faixa tem um padrão sexy, uma remistura indisciplinada e batidas suaves e doces. A revisão final foi de três estrelas de cinco (), uma avaliação considerada boa.

## Lista de Faixas
| - Estados Unidos - Digital download 1. "Where Them Girls At" (Album Version) – 3:31 - Digital download - Instrumental 1. "Where Them Girls At" (Instrumental Version) – 3:34 - Digital download - Remistura 1. "Where Them Girls At" (Sidney Samson remix) - 5:12 2. "Where Them Girls At" (Afrojack Remix) - 6:26 3. "Where Them Girls At" (Nicky Romero Remix) - 5:28 4. "Where Them Girls At" (Gregori Klosman Remix) - 6:17 5. "Where Them Girls At" (Daddy's Groove Remix) - 6:19 6. "Where Them Girls At" (Tim Mason Remix) - 4:36 - Estados Unidos - CD Single 1. "Where Them Girls At" (Album Version) – 3:31 2. "Where Them Girls At" (remistura revista) - 5:12 | - 12" vinyl 1. "Where Them Girls At" (Afrojack Remix) - 6:26 2. "Where Them Girls At" (Sidney Samson remix) - 5:12 3. "Where Them Girls At" (Gregori Klosman Remix) - 6:17 4. "Where Them Girls At" (Nicky Romero Remix) - 5:28 5. "Where Them Girls At" (Daddy's Groove Remix) - 6:19 6. "Where Them Girls At" (Album Version) – 3:31 |

## Desempenho nas Paradas pelo mundo
| Parada                                | Melhor posição |
| ------------------------------------- | -------------- |
| Austrália - ARIA Charts               | 6              |
| Dinamarca - Tracklisten               | 1              |
| Espanha - PROMUSICAE                  | 1              |
| Bélgica - Ultratop 50 (Flanders)      | 1              |
| Bélgica - Ultratop 40 (Wallonia)      | 1              |
| Canadá - Canadian Hot 100             | 3              |
| Alemanha - Media Control Charts       | 5              |
| Noruega - VG-lista                    | 4              |
| Polónia - ZPAV                        | 13             |
| Suécia - Sverigetopplistan            | 7              |
| Escócia - Scottish Singles Chart      | 1              |
| Reino Unido - UK Singles Chart        | 3              |
| Nova Zelândia - RIANZ                 | 6              |
| França - SNEP                         | 4              |
| Áustria - Ö3 Austria Top 75           | 3              |
| Estados Unidos - Billboard Hot 100    | 14             |
| Estados Unidos - Top 40 Mainstream    | 13             |
| Estados Unidos - Hot Dance Club Songs | 10             |
| Estados Unidos - Hot Rap Songs        | 24             |
| Itália - Italian Singles Chart        | 3              |
| Irlanda - Irish Singles Chart         | 5              |

| País           | Certificação |
| -------------- | ------------ |
| Reino Unido    | Prata        |
| Estados Unidos | 2× Platina   |
| Alemanha       | Ouro         |
| Austrália      | Platina      |
| Nova Zelândia  | Ouro         |
| Áustria        | Ouro         |